# Mercedes-Benz O307
Mercedes-Benz O307 — серія приміських автобусів Mercedes-Benz, серійно випускаються з 1973 по 1987 рік на основі Mercedes-Benz O305.

## Історія
З появою стандартного рейсового автобуса в кінці 1960-х років Mercedes-Benz O305 був спочатку представлений в двох варіантах довжини кузова і сидінь, причому варіант для перетину з міською версією був на 30 сантиметрів довший (11,3 метра) і мав виключно сидіння в напрямку руху. Однак в 1972 році від цього варіанту моделі відмовилися на користь O307 з більш високою підлогою.
У 1973 році Mercedes-Benz представив цей перший наземний автобус в якості окремої серії відповідно до міської лінії VÖV-I, яка візуально відрізнялася великими передніми стеклами, розташованими збоку так званої "передньою частиною Штюльба", а також дверима висувного типу для міжміських перевезень. Конструктивною відмінною рисою міського автобуса O305 була велика довжина і збільшена підлога для багажного відділення. За всю історію на автобус ставили двигун Mercedes-Benz OM 407h. Потужність двигуна становила 210 к. с. З 1977 року потужність двигуна була збільшена до 240 кінських сил. O 307 випускався в стандартній комплектації з 5 - або 6-ступінчастою механічною коробкою передач, а також з 3-ступінчастою автоматичною коробкою передач.
На початку 1980-х років виробники стандартних лінійних автобусів провели невелику модернізацію своїх типів транспортних засобів. Найбільш помітною зміною в цьому стало використання прямокутних багатокамерних задніх ліхтарів замість круглих одиночних. Стандартизована приладова панель VÖV була перероблена, клапан ручного гальма був переміщений зліва в сторону від пульта. Модернізовані прямокутні контрольні лампи були встановлені над тахографом і зображені піктографічно замість текстової мітки за своїм значенням. Пізніше це було застосовано і до перемикачів управління.
Екскурсійна версія з туристичним кріслом і вузькими центральними зовнішніми орними дверима, представлена в 1981 році, отримала позначення O 307 A, а лінійна версія з широкою середньою дверима раніше пропонувалася з екскурсійними кріслами. Для випадкового руху місце для паркування коляски навпроти центральних дверей можна було розширити двома лавками (4 місця для пасажирів), що дало максимальну кількість 53 місць.
Технічно і візуально схожі стандартні міжміські автобуси (StÜLB) також були побудовані в той час конкурентами Magirus-Deutz L117 і MAN SÜ240.

## Витіснення
У 1987 році Mercedes-Benz O307 був витіснений з конвеєра наступником Mercedes-Benz O407. Але деякі O307 все ще експлуатуються в Східній Європі та Африці. Більшість транспортних засобів списано.

## Експлуатація в Росії
Більше сотні автобусів Mercedes-Benz O307 експлуатувалося в підмосковній компанії Мострансавто.